# Mårran 2
Mårran 2 är den svenska rockgruppen Mårrans andra studioalbum. Albumet utgavs ursprungligen den 16 november 2012 men problem vid tillverkningen gjorde att det snabbt drogs in. Man beslutade att samtidigt mixa om albumet och den nya mixen utkom så på CD i januari 2013.
Albumet är en utveckling åt ett mörkare och hårdare sound. Det producerades återigen av Max Lorentz och inspelades på Studio Kapsylen i Stockholm under 4 dagar. Där man på debutalbumet gjort till regel att knappt några pålägg (over dubs) fick förekomma lade man nu på både Minimoog och Theremin på vissa låtar. Albumets omslag består av gruppens logotyp fäst på ett leksakståg, ett konstverk gjort av konstnären Anders Hultman exklusivt för gruppen.

## Låtlista
1. Arm i arm (Musik-Mårran/Text-Lorentz)
2. Kom in i min värld (Musik-Mårran/Text-Lorentz)
3. Sömngångarland (Musik-Mårran/Text-Lorentz)
4. Allt försent (Musik-Mårran/Text-Lorentz)
5. Perukvisa (Musik-Mårran/Text-Binge)
6. Gråtbäck (Aldrig nu o aldrig mer) (Musik-Mårran/Text-Lorentz)
7. Blues för Elle (Musik-Mårran/Text-Binge)
8. Din religion (Musik-Mårran/Text-Lorentz)
9. Roadie (Musik-Mårran/Text-Edman)
10. Illern (Musik-Mårran/Text-Edman-Lorentz)
11. Samma sång igen (Musik-Mårran/Text-Lorentz)

## Medverkande
- Göran Edman – sång
- Björn "Binge" Inge – trummor
- Morgan Korsmoe – bas och Theremin
- Max Lorentz – Hammondorgel och Minimoog
- Ludwig Larsson – gitarr